# St. Jürgen (Ölper)

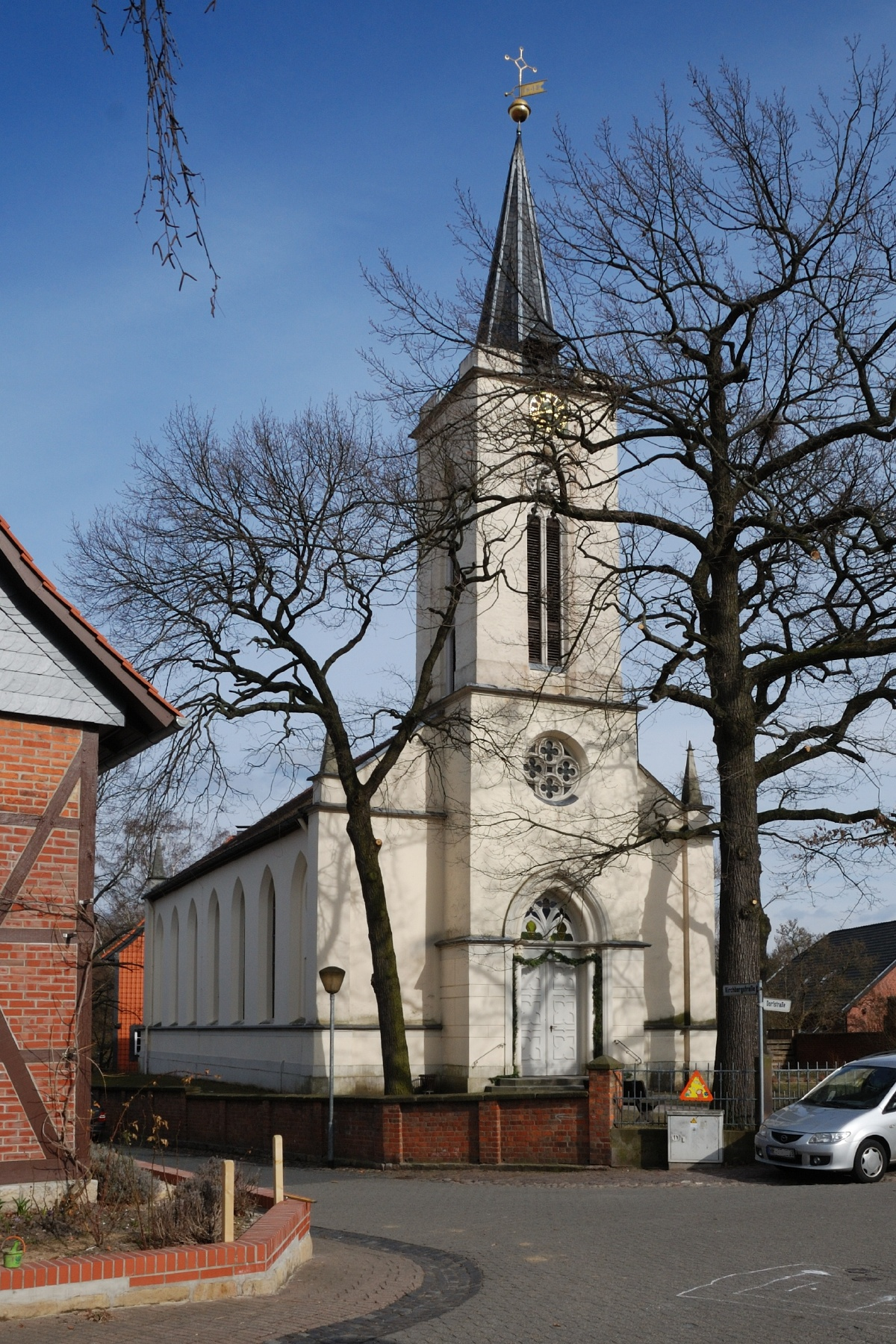
St. Jürgen

Die evangelisch-lutherische denkmalgeschützte Kirche St. Jürgen steht in Ölper, einem Ortsteil im Stadtbezirk Lehndorf-Watenbüttel von Braunschweig in Niedersachsen. Die Kirchengemeinde gehört zur Propstei Braunschweig der Evangelisch-lutherischen Landeskirche in Braunschweig.

## Beschreibung
Die neugotische dreischiffige Hallenkirche wurde 1842 nach den Plänen des Architekten Carl Theodor Ottmer als Kirche St. Petri II errichtet und erst 1992 in St. Jürgen umbenannt. Der mit einem achtseitigen spitzen Helm bedeckte Kirchturm im Westen hat über dem spitzbogigen Portal ein Ochsenauge mit Maßwerk. Die ebenfalls mit Maßwerk verzierten Klangarkaden sind als Biforien ausgebildet. Das Mittelschiff wird von einem hölzernen Tonnengewölbe überspannt.
In den Seitenschiffen sind Emporen eingebaut. 1909 wurde die Kirche von Adolf Quensen ausgemalt. 1979/1982 erfolgte eine Neuausmalung in Anlehnung an die alte Farbfassung. Der Kanzelaltar stammt aus der Bauzeit. Die Orgel wurde 1985 gebaut.